# Salala (zespół muzyczny)
Salala – malgaska grupa wokalna. Została założona w 1983 roku.
Nazwa zespołu znaczy tyle, co „nadzieja; oczekiwanie”. Muzycy pochodzą z grupy etnicznej Antandroy (Tandroy), z regionu Androy na południowym skraju Madagaskaru. Ich twórczość jest inspirowana stylem beko, należącym do tradycji Antandroy.
Odnieśli sukces na arenie międzynarodowej. Laureaci lokalnej nagrody Gasitsara (dla najlepszego zespołu roku). W latach 90. XX w. wypromowali przebój „Salakao Raho Ene”. W 1994 r. wystąpili na festiwalu Africolor, a rok później nagrali swój debiutancki album. W tym samym okresie zostali wybrani do reprezentowania regionu Oceanu Indyjskiego na festiwalu Découvertes du Printemps de Bourges.